# Lorna Gray
Virginia Pound (26 de julio de 1917 –  30 de abril de 2017) conocida por su nombre artístico Lorna Gray y (después de 1945) Adrian Booth, fue una actriz estadounidense que principalmente apareció en papeles cómicos y de villanas. Gray es reconocida por actuar en cortometrajes de Columbia Pictures y en series de Republic Pictures.

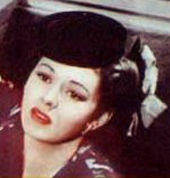
Gray en Federal Operator 99, 1945

## Primeros años
Gray nació en Grand Rapids (Míchigan), en 1917. Después de que el negocio de su padre fuera víctima de la Gran Depresión, su familia se separó. Antes de trabajar en la industria cinematográfica, Gray era parte de un grupo en Cleveland llamado Ben Yost's Varsity Coeds, principalmente el grupo trabajaba en salas de cine.

## Carrera
Gray hizo una prueba de película en Universal Pictures, también tuvo un breve contrato con Paramount Pictures, sin embargo, ganó popularidad en la industria cinematográfica mientras trabajaba en Columbia Pictures.
Tras haber firmado un contrato con Columbia Pictures, Gray apareció en varios cortometrajes y películas seriales, incluyendo Flying G-Men (protagonizada por Robert Paige), Pest from the West (protagonizada por Buster Keaton), y You Nazty Spy! (protagonizada por Los Tres Chiflados). Cuando terminó su contrato con Columbia Pictures, empezó a trabajar en Monogram Pictures, donde trabajó con el actor Frankie Darro.
Gray trabajó juntó con John Wayne en Red River Range (1938) e interpretó a Clementine Cheshire en O, My Darling Clementine (1943), una película relacionada con la música country, protagonizada por Roy Acuff, quién interpreta a un sheriff que trabaja como cantante.
Mientras trabajaba en Paramount Pictures, Gray era acreditada como Virginia Pound, sin embargo, cuando empezó a trabajar en Columbia Pictures, adaptó el nombre de Lorna Gray, lo usó entre 1938 hasta 1945, tras haber dejado Columbia Pictures. Tras haber aparecido en Federal Operator 99, cambió su nombre artístico a Adrian Booth.
Cuando empezó a trabajar en Republic Pictures, a menudo recibía facturación cuando trabajaba como protagonista en películas de género wéstern, siendo juntó con Dale Evans las únicas actrices que se les facturaba en el estudio. Gray interpretó a Gail Richards en el serial Capitán América (1944).

## Vida personal
En 1945, poco después de haber firmado un contrato con Republic Pictures, Gray y el doble de riesgo Ruel F. Taylor fueron arrestados tras ser sospechosos de "posesión de marihuana en Los Ángeles". Tras una fianza de $1,000 dólares, Gray quedó en libertad. Gray fue exonerada después de que Taylor testificara en su audiencia que Gray no había consumido marihuana.
Se casó con el actor David Brian el 19 de julio de 1949, y se retiró de la industria cinematográfica en 1951. Con el nombre de Adrian Booth, recibió el premio Golden Boot Award en 1998 y asistió a varios festivales hasta la década de 1990. Apareció como invitada en la convención anual Three Stooges celebrada en Fort Washington, Pennsylvania, el 30 de abril de 2011.

## Muerte
Gray murió en Sherman Oaks, California el 30 de abril de 2017, a los 99 años.

## Filmografía
| Año  | Título                       | Papel                                                 | Notas                       |
| ---- | ---------------------------- | ----------------------------------------------------- | --------------------------- |
| 1937 | Hold 'Em Navy                | Chica                                                 |                             |
| 1937 | Thrill of a Lifetime         | Corista                                               | Sin acreditar               |
| 1938 | The Buccaneer                |                                                       | Sin acreditar               |
| 1938 | The Big Broadcast of 1938    | Divorciada                                            |                             |
| 1938 | Scandal Street               |                                                       | Sin acreditar               |
| 1938 | Adventure in Sahara          | Carla Preston                                         |                             |
| 1938 | Red River Range              | Jane Mason                                            |                             |
| 1938 | Smashing the Spy Ring        | Anna Loring                                           |                             |
| 1939 | The Lone Wolf Spy Hunt       | Chica con la que Michael se encuentra en la discoteca | Sin acreditar               |
| 1939 | Flying G-Men                 | Babs McKay                                            |                             |
| 1939 | Outside These Walls          | Secretaria                                            | Sin acreditar               |
| 1939 | Missing Daughters            | Nan                                                   | Sin acreditar               |
| 1939 | Good Girls Go to Paris       | Bridesmaid                                            | Sin acreditar               |
| 1939 | Coast Guard                  |                                                       | Sin acreditar               |
| 1939 | The Man They Could Not Hang  | Janet Savaard                                         |                             |
| 1939 | Those High Grey Walls        | Enfermera                                             | Sin acreditar               |
| 1939 | Oily to Bed, Oily to Rise    | May Jenkins                                           | Cortometraje, Sin acreditar |
| 1939 | Mr. Smith Goes to Washington | Mujer en la estación                                  | Sin acreditar               |
| 1939 | Beware Spooks!               |                                                       | Sin acreditar               |
| 1939 | The Amazing Mr. Williams     | Enfermera                                             | Sin acreditar               |
| 1939 | Three Sappy People           | Sherry Rumsford                                       | Cortometraje                |
| 1939 | The Stranger from Texas      | Jean Browning                                         |                             |
| 1939 | Pest from the West           | Conchita                                              | Cortometraje                |
| 1940 | Cafe Hostess                 | Cafe hostess                                          | Sin acreditar               |
| 1940 | You Nazty Spy!               | Mattie Herring                                        | Cortometraje, Sin acreditar |
| 1940 | Convicted Woman              | Frankie Mason                                         |                             |
| 1940 | Bullets for Rustlers         | Ann Houston                                           |                             |
| 1940 | Rockin' thru the Rockies     | Flossie                                               | Cortometraje                |
| 1940 | Deadwood Dick                | Anne Butler                                           | Serial                      |
| 1940 | Up in the Air                | Rita Wilson                                           |                             |
| 1940 | Drums of the Desert          | Helene Laroche                                        |                             |
| 1941 | Father Steps Out             | Helen Matthews                                        |                             |
| 1941 | Tuxedo Junction              | Joan Gordon                                           |                             |
| 1942 | Perils of Nyoka              | Vultura                                               |                             |
| 1942 | Ridin' Down the Canyon       | Barbara Joyce                                         |                             |
| 1943 | So Proudly We Hail!          | Lt. Tony Dacelli                                      |                             |
| 1943 | O, My Darling Clementine     | Clementine Cheshire                                   |                             |
| 1944 | Capitán América              | Gail Richards                                         | Serial                      |
| 1944 | The Girl Who Dared           | Ann Carroll                                           |                             |
| 1945 | Adventures of Kitty O'Day    | Gloria Williams                                       |                             |
| 1945 | Fashion Model                | Yvonne Brewster                                       |                             |
| 1945 | Federal Operator 99          | Rita Parker                                           |                             |
| 1945 | Tell It to a Star            | Mona St. Clair                                        |                             |
| 1945 | Dakota                       | Artista                                               | Sin acreditar               |
| 1946 | Home on the Range            | Bonnie Garth                                          |                             |
| 1946 | Valley of the Zombies        | Susan Drake                                           |                             |
| 1946 | Man from Rainbow Valley      | Kay North                                             |                             |
| 1946 | Daughter of Don Q            | Dolores Quantero                                      |                             |
| 1946 | Out California Way           | Gloria McCoy                                          |                             |
| 1947 | Last Frontier Uprising       | Mary Lou Garnder                                      |                             |
| 1947 | Spoilers of the North        | Jane Koster                                           |                             |
| 1947 | Along the Oregon Trail       | Sally Dunn                                            |                             |
| 1947 | Exposed                      | Judith Bentry                                         |                             |
| 1947 | Under Colorado Skies         | Julia Collins                                         |                             |
| 1948 | Lightnin' in the Forest      | Dell Parker                                           |                             |
| 1948 | California Firebrand         | Joyce Mason                                           |                             |
| 1948 | The Gallant Legion           | Connie Faulkner                                       |                             |
| 1948 | The Plunderers               | Julie Ann McCabe                                      |                             |
| 1949 | The Last Bandit              | Kate Foley                                            |                             |
| 1949 | Hideout                      | Betty / Hannah Kelly                                  |                             |
| 1949 | Brimstone                    | Molly Bannister                                       |                             |
| 1950 | Rock Island Trail            | Aleeta                                                |                             |
| 1950 | The Savage Horde             | Livvy Weston                                          |                             |
| 1951 | Oh! Susanna                  | Lia Wilson                                            |                             |
| 1951 | Yellow Fin                   | Jean Elliott                                          |                             |
| 1951 | The Sea Hornet               | Ginger Sullivan                                       |                             |